# Microregiunea Jászberény
Microregiunea Jászberény (în maghiară Jászberényi kistérség) a fost o microregiune statistică (kistérség) din județul Jász-Nagykun-Szolnok, Ungaria.
Cu o populație de 83.584 locuitori și o suprafață de 1.161,46 km2, aceasta a existat până în 2014, când în Ungaria, microregiunile ”kistérségek” au fost înlocuite de districte (járások).